# Allgemeines bürgerliches Gesetzbuch
Allgemeines Bürgerliches Gesetzbuch, w skrócie ABGB, w polskiej literaturze czasami jako Powszechny kodeks obywatelski – austriacki kodeks cywilny z 1811 roku, opracowany przez Franza Zeillera. Sankcję cesarską uzyskał 1 czerwca 1811 roku. Utworzony został na bazie Kodeksu cywilnego zachodniogalicyjskiego i opierał się na prawonaturalnych zasadach wolnej własności oraz swobodzie umów. Stanowił jedną z tzw. wielkich kodyfikacji XIX wieku. Oprócz regulacji typowych dla kapitalizmu zawierał wiele reliktów feudalnych. 
Oprócz krótkiego wstępu ABGB obejmował trzy działy: prawo osobowe, prawo rzeczowe i przepisy wspólne prawu osobowemu i rzeczowemu. W ABGB pojawiły się m.in. domniemanie żywego urodzenia i instytucja uznania za zmarłego osoby zaginionej. W zakresie prawa zobowiązań ABGB przewidywał m.in., że pracodawca mógł udzielać pracownikowi wiążących zaleceń i wskazówek. Przewidywał instytucję zachowku. Regulował dziedziczenie kontraktowe i przewidywał nieodwołalność kontraktu o dziedziczenie.
Powstał pod silnym wpływem doktryny prawa natury i niektórych ujęć wcześniej wydanego kodeksu francuskiego z 1804 r. Pod względem techniki ustawodawczej, jak i zawartości przewyższał on o wiele feudalny Landrecht pruski. Silne były również wpływy prawa rzymskiego. Kodeks ten w wysokim stopniu odpowiadał już ówczesnym potrzebom i dlatego przetrwał bez większych zmian do XX wieku. Dopiero w czasie I wojny światowej poddano go poważniejszej nowelizacji: I nowela 1914 – zmiany w dziedzinie prawa osobowego, spadkowego i rzeczowego, II nowela 1915 – zawierała sprostowania dotyczące zmiany granic, III nowela 1916 – zmieniała niektóre przepisy prawa zobowiązań.
Na obszarze Galicji przyłączonym do Polski jego ostatnie postanowienia utraciły moc obowiązującą z dniem 1 stycznia 1947 r. W Austrii i w Liechtensteinie obowiązuje do dziś.